# Jackie Sardou
Jackie Sardou (Paris, 7 de abril de 1919 - Paris, 2 de abril de 1998) foi uma atriz francesa.